# ФК Ривер Плејт
ФК Ривер Плејт (шп. Club Atlético River Plate) професионални је аргентински фудбалски клуб из Нуњеза, околине Буенос Ајреса и дио је спортског друштва Ривер Плејт. Име је добио након што су Британци вратили градски естуар Рио де ла Плата. Иако се у оквиру спортског друштва практикује доста спортова, Ривер је најпознатији по свом професионалном фудбалском тиму, који је првенство Аргентине освојио 38 пута, што је рекорд. Титуле у домаћим такмичењима укључује и 16 националних купова (укључујући 3 суперкупа и 2 трофеја шампиона Аргентине), што чини Ривер најтрофејнијим клубом у аргентинским такмичењима, са укупно 54 титуле у највишем рангу. У Другој дивизији, клуб је освојио двије титуле, 1908. године и у сезони 2011/12.
У међународним такмичењима, Ривер је освојио 18 титула, од чега 12 на такмичењима које је организовао КОНМЕБОЛ. Освојио је четири пута Копа либертадорес, три пута Рекопа судамерикана те по једном Интерконтинентални куп, Суперкуп либертадорес, Копа судамерикана, Копа интерамерикана и првенство Суруга банк, које се игра између првака Јапана и побједника Копа либертадорес. Клуб је такође освојио и шест турнира које су организовали фудбалски савези Аргентине и Уругваја: пет пута Копа Алдао и једном Тие куп. Резервни тим Ривера освојио је Копа либертадорес за играче до 20 година 2012. године.
У анкети објављеној од стране фудбалског савеза Аргентине 2016. године, за избор 11 најбољих фудбалера свих времена који су играли за репрезентацију Аргентине, за Ривер је наступало шест од 11 изабраних фудбалера. Прије тога, ФИФА је у свом избору најбољих клубова 20. вијека, 2000. године, сврстала Ривер на диобу деветог мјеста, заједно са италијанским Миланом и бразилским Фламенгом, док се Реал Мадрид нашао на првом мјесту. Ривер је био најбољи аргентински клуб на тој листи, док су се Бока јуниорс и Индепендијенте нашли на диоби 12 мјеста заједно са још пет клубова.
Међу другим достигнућима, Ривер је на првом мјесту на вјечној листи аргентинске Примере, клуб је са највише остварених побједа и трећи са најмање пораза на листи топ 20 клубова, с тим што су два клуба која имају мање пораза одиграла преко двије хиљаде утакмица мање од Ривера. На првом је мјесту по броју освојених бодова, са највише постигнутих и међу клубовима са најмање примљених голова, са најбољом гол разликом. Први је и на вјечној листи Копа либертадореса, са највише остварених побједа и највећим бројем бодова.
Ривер је први и једини тим који је истовремено био првак четири главна турнира која организује КОНМЕБОЛ, након што је освојио Копа судамерикана 2014, Копа либертадорес 2015, Рекопа судамерикана 2015 и Суруга банк првенство 2015.
Године 2000. нашао се на деветом мјесту на листи најбољих клубова 20 вијека, као најбољи аргентински клуб на листи. Године 2010. Међународна организација за фудбалску историју и статистику сврстала је Ривер на девето мјесто на листи најбољих клубова свијета за деценије 1990 и 2000, као најбољи јужноамерички клуб на листи.
Клуб је званично основан 25. маја 1901. године, узео је име по естуару Рио де ла Плата. Ривер има историјски велико ривалство са Боком јуниорс, њихове утакмице познате су као Суперкласико. Ривалство и мржња навијача два клуба једно је од највећих у спорту, због њихове локалне и глобалне популарности. Своје утакмице као домаћин игра на стадиону Монументал Антонио Веспучио Либерти, који је познат једноставно као Монументал; налази се у области Белграно и највећи је стадион у Аргентини.
Осим фудбала, клуб је активан и у разним другим спортовима, као што су: атлетика, пелота, куглање, кестобал, шах, кошарка, рукомет, гимнастика, карате, хокеј на трави, хокеј са ролерима, пливање, клизање са ролерима, теквондо, тенис, одбојка, ватерполо и Е-спорт.

## Трофеји
Аматерска ера
- Прва лига Аргентине (1) : 1920.
- Друга лига Аргентине (2) : 1908 (М), 2011/12 (Н)

Националне титуле
- Прва лига Аргентине (37) : 1932, 1936. (Копа кампеонато), 1936. (Копа д'Оро), 1937, 1941, 1942, 1945, 1947, 1952, 1953, 1955, 1956, 1957, 1975 (М), 1975 (Н), 1977 (М), 1979 (М), 1979 (Н), 1980 (М), 1981 (Н), 1985/86, 1989/90, 1991 (А), 1993 (А), 1994 (А), 1996 (А), 1997 (А), 1997 (К), 1999 (А), 2000 (К), 2002 (К), 2003 (К), 2004 (К), 2008 (К), 2014 (К), 2021, 2023.

(М) - Метрополитано, (Н) - Насионал, (А) - Апертура, (К) - Клаусура
Национални купови
- Куп де Компетенција (Џокеј клуб) (1) : 1914.
- Куп де Компетенција (Лига Аргентина) (1) : 1932.
- Куп Карлос Ибаргурен (4) : 1937, 1941, 1942, 1952.
- Куп Адријан Ескобар (1) : 1941.
- Куп првака (Суперфинале) (1) : 2014.
- Куп Аргентине (3) : 2016, 2017, 2019.
- Суперкуп Аргентине (3) : 2017, 2019, 2023.
- Трофеј шампиона Аргентине (2) : 2021, 2023.
- Куп Сан Мартин де Турс (10) : 1965, 1971, 1972, 1977, 1978, 1985, 1988, 1989, 1993, 1996. (трофеји нису признати као званични од стране аргентинске фудбалске федерације)

Међународни успјеси
- Копа либертадорес (4) : 1986, 1996, 2015, 2018.
- Интерконтинентални куп (1) : 1986.
- Међуамерички куп (1) : 1986.
- Суперкуп Судамерикана (1) : 1997.
- Копа Судамерикана (1) : 2014.
- Рекопа Судамерикана (3) : 2015, 2016, 2019.
- Суруга Банк Првенство (1) : 2015. (дуел између победника купа Џеј лиге и победника купа Судамерикана)
- Тај куп (1) : 1914. (трофеј је званичан али такмичење није верификовано од стране јужноамеричке фудбалске конфедерације КОНМЕБОЛ)
- Куп Рикардо Алдао (6) : 1936, 1937, 1941, 1945, 1947, 1955. (трофеји су званични али такмичење није верификовано од стране јужноамеричке фудбалске конфедерације КОНМЕБОЛ)

## Тренутни састав
Ажурирано 4. јануара 2025.
| Бр. |           | Позиција | Играч                                    |
| --- | --------- | -------- | ---------------------------------------- |
| 1   | Аргентина | Г        | Франко Армани (капитен)                  |
| 2   | Аргентина | О        | Федерико Гатони (на позајмици из Севиље) |
| 3   | Аргентина | О        | Рамиро Фунес Мори                        |
| 4   | Аргентина | О        | Гонзало Монтијел                         |
| 5   | Аргентина | С        | Матијас Краневитер                       |
| 6   | Аргентина | О        | Херман Пецела (трећи капитен)            |
| 7   | Парагвај  | С        | Матијас Рохас                            |
| 8   | Аргентина | С        | Максимилијано Меза                       |
| 9   | Колумбија | Н        | Мигел Борха                              |
| 10  | Аргентина | С        | Мануел Ланцини                           |
| 11  | Аргентина | Н        | Факундо Колидио                          |
| 14  | Аргентина | О        | Леандро Гонзалез Пирез                   |
| 15  | Аргентина | Н        | Себастијан Дриуси                        |
| 16  | Аргентина | О        | Фабрицио Бустос                          |
| 17  | Чиле      | О        | Пауло Дијаз (четврти капитен)            |
| 18  | Аргентина | С        | Пити Мартинез                            |
| 19  | Чиле      | Н        | Гонзало Тапиа                            |

| Бр. |           | Позиција | Играч                                       |
| --- | --------- | -------- | ------------------------------------------- |
| 20  | Аргентина | О        | Милтон Каско                                |
| 21  | Аргентина | О        | Маркос Акуња                                |
| 23  | Аргентина | С        | Родриго Виљагра                             |
| 24  | Аргентина | С        | Енцо Перез (заменик капитена)               |
| 25  | Аргентина | Г        | Конан Ледесма                               |
| 26  | Аргентина | С        | Игнасио Фернандез                           |
| 28  | Аргентина | О        | Лукас Мартинез Кварта                       |
| 29  | Аргентина | С        | Родриго Алиендро                            |
| 30  | Аргентина | С        | Франко Мастантуоно                          |
| 31  | Аргентина | С        | Сантиаго Симон                              |
| 32  | Аргентина | Н        | Агустин Руберто                             |
| 34  | Аргентина | С        | Ђулијано Галопо (на позајмици из Сао Паула) |
| 36  | Аргентина | Н        | Пабло Солари                                |
| 37  | Аргентина | Г        | Лукас Лавагнино                             |
| 38  | Аргентина | Н        | Иан Субиабре                                |
| 41  | Аргентина | Г        | Сантјаго Белтран                            |

### Остали играчи под уговором
| Бр. |           | Позиција | Играч              |
| --- | --------- | -------- | ------------------ |
| —   | Аргентина | С        | Франко Алфонсо     |
| —   | Аргентина | С        | Томас Кастро Понсе |

| Бр. |           | Позиција | Играч             |
| --- | --------- | -------- | ----------------- |
| —   | Аргентина | С        | Естебан Фернандез |
| —   | Аргентина | С        | Томас Галван      |

### Играчи на позајмици
| Бр. |           | Позиција | Играч                                          |
| --- | --------- | -------- | ---------------------------------------------- |
| —   | Аргентина | Г        | Аугусто Батаља (Рајо Ваљекано)                 |
| —   | Аргентина | Г        | Езекијел Сентурион (Индепендијенте Ривадавија) |
| —   | Уругвај   | О        | Себастијан Босели (Естудијантес)               |
| —   | Аргентина | О        | Данијел Забала (Уракан)                        |
| —   | Аргентина | О        | Марсело Ерера (Коламбус кру)                   |
| —   | Парагвај  | О        | Давид Мартинез (Интер Мајами)                  |

| Бр. |           | Позиција | Играч                                |
| --- | --------- | -------- | ------------------------------------ |
| —   | Аргентина | О        | Енцо Дијаз (Сао Пауло)               |
| —   | Аргентина | С        | Агустин Палавесино (Некакса)         |
| —   | Колумбија | Н        | Флабијан Лондоњо (Патриотас)         |
| —   | Колумбија | Н        | Освалдо Валенсија (Кукута Депортиво) |
| —   | Аргентина | Н        | Томас Насиф (Банфилд)                |
| —   | Парагвај  | Н        | Адам Бареиро (Ал Рајан)              |

## Покушај сарадње са ХШК Зрињски Мостар
Оно што повезује Ривер Плејт и Зрињски из Мостара је бијели дрес с црвеном лентом. Дресови такве комбинације ријетки су у данашњој изради спортске опреме.
Ривер Плејт је са Зрињским у неколико наврата покушао остварити контакт, али им то није успјело. Тај клуб је због сличности клупског дреса имао жељу да успостави неки вид сарадње. Судбина је тако хтјела да је прве темеље тој сарадњи ударио један од навијача највећег ривала Бока Јуниорса фра Јосип Перанић. Реч је о свештенику који је водитељ хрватског центра “Св. Никола Тавелић” у Буенос Ајресу (дио града по имену Тејар) родом из околине Задра, који је ипак успио да размијени дресове споменутих клубова, али је само на томе и остало.